# Вятский драгунский полк
Вятский драгунский полк (с 1763 года — карабинерный) — полк Русской армии Петра I и Русской императорской армии.

## История
В связи с реформами Петра I в 1701 году для регулярной армии начали создавать драгунские полки. Из сотенных гусар, копейщиков и рейтар, набранных из областей Новгорода, Твери, Торжка и Старицы был сформирован под руководством полковника Дениса Ильича Девгерина драгунский полк в составе из 10 рот (по 100 человек в роте), 34 офицеров и чина унтер-штаба, 861 нижнего чина, 950 лошадей. С 25 декабря 1704 года полк упоминается как Драгунский Полковника Филипа Михайловича Сувиза полк.
1701—1704 гг. — в составе корпуса П. М. Апраксина полк участвует в Северной войне в Ингерманландии и Эстляндии, в штурме Дерпта.
С 1705 г. — именовался как Драгунский Бригадира Князя Александра Волконского полк.
В 1706 г. — добавлена в полк 11-я копейная рота и драгуны из расформированного рекрутского «малолетнего» полка Франца Вейде
В 1706 г. — в качестве амуниции выданы триповые галстуки; зелёные кафтаны; красные камзолы, штаны и сапоги.
В 1707 г. в полку была сформирована конно-гренадерская рота в количестве около 100 человек.
10 марта 1708 г. полк Волконского был переименован в Вятский драгунский полк.
После шведского нападения все драгунские корпуса были объединены в 2 летучих отряда: первый — под командованием А. Д. Меньшиков и второй — под командованием М. М. Голицына, куда вошли Вятские драгуны.
В 1709 году полк участвовал в сражениях при Цариченке, Краснокутске, Опошне, Полтаве. В результате боёв погибли 138 драгун, 11 умерли от ран. Так же погибли 141 лошадь и 28 лошадей было оставлено из-за ран. В битве под Полтавой гренадерская рота Вятского драгунского полка участвовали в составе сформированного драгунского гренадерского полка под командованием полковника Г. С. Кропотова.
В 1709—1710 гг полк воевал под Ригой и под Ревелем.
В 1713 г. — в Шведской Финляндии.
1736 год — Крымский поход Б. Миниха: штурм Перекопа.
1737 год — штурм и взятие Очакова.
1738—1739 гг. — охрана границ.
В 1743 г. — полк дислоцировался в Свияжске Казанской губернии.
С 1756 г. — согласно новому штату полк был в составе 2-х гренадерских и 10 драгунских рот с артиллерийской командой.
С 25.04.1762 г. — драгунский ген.-майора Фрауендорфаа полк.
С 05.07.1762 г. — снова именовался Вятский Драгунский полк.
С 14.01.1763 г. — именуется как Вятский Карабинерный полк.
В 1775 г. из Вятского и Пермского карабинерных полков был сформирован Таганрогский драгунский полк. В 1812 году он именовался уланским в составе 3-й Уланской дивизии, и с  1826 года полк стал называться Белгородским уланским полком.

## Обмундирование и знамёна

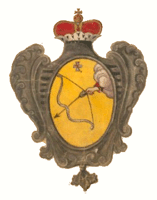
Герб на знамени Вятского драгунского полка (1730)

В начале 1700-х годов кафтаны русских драгун были изготовлены по типу стрелецких, что являлось привычным образцом русского обмундирования.
в 1706 году носили красные камзолы, зелёные кафтаны, красные штаны, однако в 1707 году — красные епанчи.
В 1710-е годы драгунам Вятского полка выдавали: коричневый камзол, красный кафтан с синей отделкой, коричневые панталоны, треуголку и синюю епанчу.
в 1714 г. — триповые галстуки; козлиные камзолы и штаны; зелёные епанчи.
В 1715 г. — красные карпузы и красные кафтаны.
В 1717 г. — козлиные камзолы и штаны; зелёные епанчи.
В 1718 г. — карпузы; триповые галстуки; васильковые кафтаны; козлиные камзолы и штаны.
В 1720 году обмундирование унифицируется, полк получает кафтаны синего цвета с белым отложным воротником и красными обшлагами, отворотами фалд и обшивкой петель. Под кафтаном полагалось носить камзол светло-коричневого цвета. Также в форму входили шейный галстук красного цвета и епанча. Поверх синих шерстяных чулок было положено носить короткие коричневые штаны.

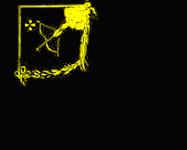
Знамя Вятского драгунского полка (1712)

Полк в момент формирования получил 12 знамён. Одиннадцать из них были зелёного цвета, с изображениями белого креста, звёзд, ветвей, а также надписью над крестом: «Сим знаком побеждаю». Двенадцатое знамя было белого цвета с изображением орла. Знамёна по краям были обшиты золотой бахромой. После 1712 года драгунские полки получили знамёна того же вида, как и у пехотных полков, однако бахрома была сохранена.
19.04.1722 г. — для цветного знамени приказано использовать зелёное сукно.
В 1728 г. — ротные знамёна жёлтые.
В 1730 г. — полку присвоен герб: в серебряном гербовом щите на жёлтом поле рука, выходящая из облаков и держащая чёрный лук и белую стрелу, с чёрным пером; сверху красный крест.
В 1732 г. — полку выдана на изготовление цветных знамён синяя камка. (РГВИА ф.12 оп.1 св.47 дел.786)

## Командиры
- 1705—1709 гг — кн. Александр Волконский.
- 1709 г — полковник Иван Михайлович Греков.
- ?—1730 - полковник Иван Богданович Тютчев
- 1762 г — ген.-майор Фрауендорф